# Kazlıgöl, Saray
Kazlıgöl là một xã thuộc thành phố Saray, tỉnh Van, Thổ Nhĩ Kỳ. Dân số thời điểm năm 2011 là 816 người.